# Johanne Luise Heiberg

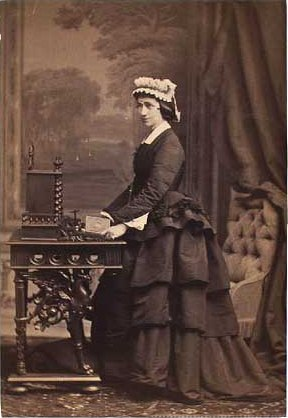
Herečka Johanne Luise Heiberg na fotce ze studia Hansen, Schou & Weller

Johanne Luise Heiberg(ová) (22. listopadu 1812 Kodaň, Dánské království – 21. prosince 1890 Kodaň, Dánské království) byla jedna z největších dánských hereček 19. století. Proslavila se díky účinkování v Královském divadle v Kodani, kde dosáhla velkého úspěchu.

## Život
Narodila se do rodiny stánkaře a hostinského a jeho židovské manželky. Už v mládí se u ní začalo projevovat umělecké nadání. V roce 1820 vstoupila do baletní školy. Díky svým patronům povýšila na herečku a v roce 1827 úspěšně debutovala.
V roce 1831 se vdala a slavného a o mnoho let staršího kritika a dramatika Johana Ludviga Heiberga. Toto manželství jí ještě více navýšilo věhlas a byla od té doby známá jako „paní Heiberg“. Heibergovi se stali kodaňským pojmem a jejich domov byl kulturním centrem. Sňatek s hlavním dramatikem však vzbudil také hodně žárlivosti a obvinění ze zvýhodňování.
Paní Heiberg měla za sebou okolo 275 rolí. Zazářila například v Shakespearových dramatech či francouzských komediích. Účinkovala také ve hrách Holbergových či Oehlenschlägerových. Svoji kariéru herečky ukončila v roce 1864, ale ještě do roku 1874 působila jako režisérka.

## Odkaz
Søren Kierkegaard na její počest napsal své dílo Krisen og en Krise i en Skuespillerindes Liv (Obvyklá i případná krize v životě herečky). Sama Heiberg má na kontě také autobiografii Et Liv gjenoplevet i Erindringen, která byla jedním z hlavních děl dánské zlaté éry.
V roce 1997 byla její podobizna uvedena na 200 korunové bankovce.
Drama Ze života žížal (orig. Från regnormarnas liv) švédského spisovatele Pera Olova Enquista se fiktivně zabývá vztahem mezi paní Heiberg a Hansem Christianem Andersenem.
V roce 2012 vyšla v Dánsku u příležitosti 200. výročí narození Johanne Luise Heiberg známka s její podobiznou.